# Condado de Louisa (Virgínia)
O Condado de Louisa é um dos 95 condados do estado americano de Virgínia. A sede do condado é Louisa, e sua maior cidade é Louisa. O condado tem uma área de 1323 km² (dos quais 35 km² estão cobertos por água), uma população de 25 627 habitantes, e uma densidade populacional de 20 hab/km² (segundo o censo nacional de 2000). O condado foi fundado em 1742.